# Mexx
Mexx – holenderska sieć odzieżowa, założona przez biznesmena indyjskiego pochodzenia Rattana Chadha sprzedająca odzież i akcesoria damskie, męskie i dla dzieci (Mexx Kids). Obecnie posiada butiki w ponad 50 państwach.